# Miloud Rebiaï
Miloud Rebiaï (Tremecém, 12 de dezembro de 1993) é um futebolista profissional argelino que atua como defensor, atualmente defende o ES Sétif.

## Carreira

### Rio 2016
Miloud Rebiaï fez parte do elenco da Seleção Argelina de Futebol nas Olimpíadas de 2016.